# Leptinella
Leptinella là một chi thực vật có hoa trong họ Cúc (Asteraceae).

## Loài
Chi Leptinella gồm các loài: